# Diamantina
Diamantina este un oraș brazilian din statul Minas Gerais. Populația a fost estimată în 2006 la 44746 de locuitori pe un teritoriu de 3879 km2.
Arrial do Tijuco (cum a fost numit pentru prima dată orașul Diamantina) a fost construit de-a lungul erei coloniale la începutul secolului al XVIII-lea. Cum sugerează numele, Diamantina a fost centrul minelor de unde se extrăgea diamantul în secolele XVIII și XIX. Un exemplu bun al arhitecturii din perioada barocului, Diamantina este un "UNESCO World Heritage Site".

## Statistici despre regiune
Diamantina este o micro-regiune care include următoarele municipii: Diamantina, Datas, Felicio dos Santos, Gouveia, Presidente Kubitschek, Sao Goncalo do Rio Preto, Senador Modestino Goncalves și Couto de Magalhaes de Minas. Aria acestei regiuni este de 7348k km2 și in 2006 avea populația de 80063 de locuitori. Densitatea populației (în 2000) a fost de 11,2 locuitori/km2.

## Localizare
Diamantina este localizată la 292 de km la nord față de capitală, Belo Horizonte, într-o zonă muntoasă. Altitudinea la care este situat municipiul este de 1114 metri. Râul Jequitinhonha, unul dintre cele mai importante râuri din Brazilia, trece prin estul municipiului. Diamantina este legată de capitală prin autostrada BR-259, prin drumul Curvelo. Orașele vecine sunt Olhos d'Agua și Bocaiuva(N); Carbonita, Senador Modestino Goncalves, Sao Goncalo do Rio Preto și Couto de Magalhaes de Minas (E); Santo Antonio do Itambe, Datas, Serro și Monjolos (S); Augusto de Lima, Buenopolis și Engenheiro Navarro (V).

## Activități economice
Principalele activități economice sunt turismul, serviciile, industria ușoară și agricultura. GDP în 2005 a fost R$184 milioane, cu 140 de milioane de la servicii, 23 de milioane din industrie și 8 milioane din agricultură. În 2006 acolo au fost 1248 de producători rurali pe 73000 de hectare de pământ. Doar 24 din ei aveau tractoare.

## Sănătate și educație
Indicatorii sociali ridică Diamantina în topul orașelor din stat. Dezvoltarea indexului uman: 0,748 (2000); Locul statului: 298 din 853 de orașe în 2000; Locul național 1993 din 5138 de municipalități în 2000; Rata de scolarizare: 86%; Speranța de viață: 68 (avantaj mai mult la bărbați decât la femei); Mortalitatea infantilă: 32,8
Cel mai sus poziționat din municipiile din Minas Gerais în 2000 a fost Pocos de Caldas cu 0,841, cât timp cel mai jos a fost Setubinha cu 0,568. Pe plan național cel mai sus a fost Sao Caetano Do Sul in Sao Paulo cu 0,919 și cel mai jos Setubinha. În statisticile recente (unde au fost luate in calcul 5597 de orașe) Manari în statul Pernambuco a fost cel mai puțin dezvoltat din țara "0,467" ocupînd ultimul loc. Sunt 2 spitale și 31 de clinici în 2005. Nevoiele educaționale întalnesc cele 30 de școlii primare și 9 licee. Sunt 3 instituții de învatamant superior: Facultatea de Știinte Juridice Diamantina-FCJ (o școala de drept), Facultatea de Filozofie și Litere din Diamantina-FAFIDIA (umane) si Universitatea federala de Vales din Jequitinhonha e Mucuri-UFVJM (federal).

## Artiști locali
Chica da Silva, o sclavă care a devenit o eroina folk afro-braziliana,1730
Alice Dayrell Caldeira Brant (pseudonim: Helena Morely), al carei jurnal "Minha vida de menina" (tradus in engleză ca "The Diary of Helena Morley" de poeta americană Elizabeth Bishop), este o clasică a literaturii braziliene, nascută in 1880
Juscelino Kubitschek de Oliveira, președintele Braziliei din 1956 pană în 1961, născut în 1902
Diamantina este un oraș în Minas Gerais (MG), Brazilia.